# قرص حي

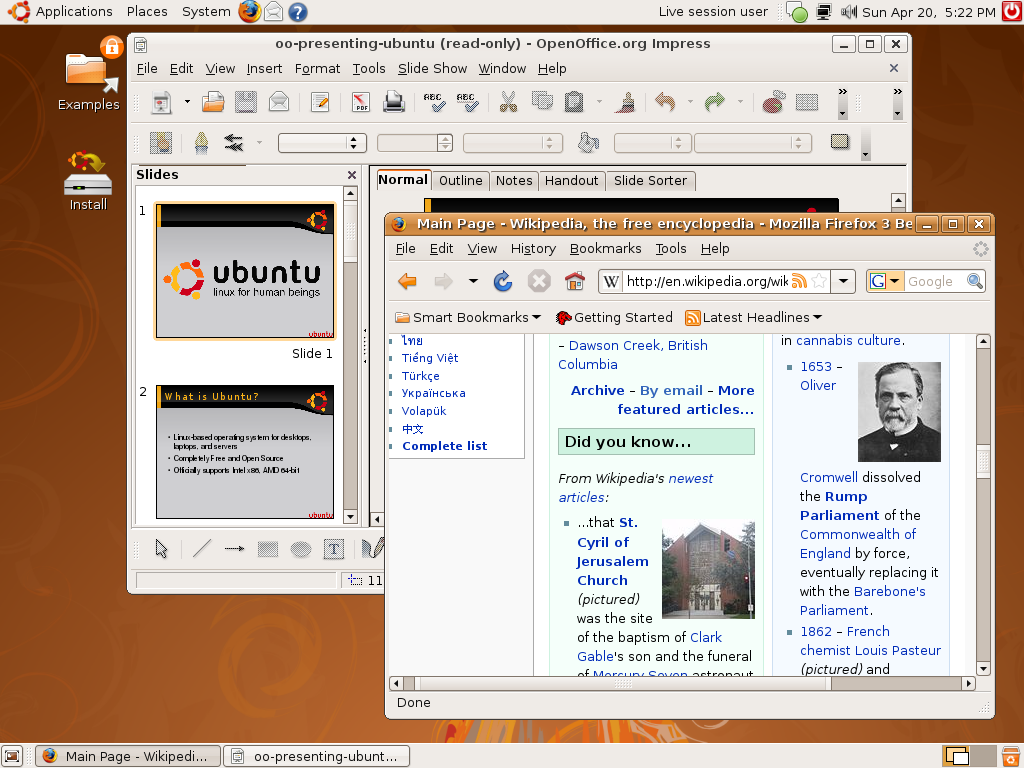
فيرفكس وأوبن أوفيس.أورج في أوبونتو كتوزيعة حية.

القرص المدمج الحي (بالإنجليزية: Live CD)‏ أو التوزيعة الحية Live Distro هو قرص مدمج يحتوي على نظام تشغيل يعمل تلقائياً عقب الإقلاع، بدون الحاجة إلى التنصيب على القرص الصلب. في المعتاد أن يطلق الاسم على الوسط القابل للإقلاع بعد تخزين نظام التشغيل عليه، وقد يكون هذا الوسط قرص مدمج أو قرص دي في دي أو ذاكرة وميضية.
مصطلح حي Live (يمكن استخدام مصطلح مباشر أيضاً) يأتي من حقيقة أن هذه التوزيعات تحتوي على نُظم تشغيل كاملة الوظائف على وسط التخزين. التوزيعات الحية لا تؤثر على البيانات الموجودة مسبقاً على القرص الصلب إلا إذا تلقت الأمر من المستخدم بعمل أي تعديلات. معظم التوزيعات الحية تحتوي على أدوات في حالة إجراء تنصيب (تسمي في هذه الحالة التوزيعات الحية القابلة للتنصيب) دائم بما في ذلك أدوات لتقسيم القرص الصلب. المعتاد بالنسبة للتوزيعات الحية أن يرجع الكمبيوتر إلى حالته السابقة لإدخال القرص الحي بمجرد إخارج القرص وعمل إعادة تحميل للجهاز. ابتداءً من عام 2007، هناك بعض التوزيعات الحية التي تستخدم واجهات مستخدم رسومية تأخذ ما يقرب من 32 ميجابايت من الذاكرة العشوائية.